# Ordnungsmaßnahme
Ordnungsmaßnahmen dienen im  Schulrecht der geordneten Unterrichts- und Erziehungsarbeit sowie dem Schutz von Personen und Sachen.

## Situation in Deutschland
In Deutschland sind die Ordnungsmaßnahmen durch die Schulgesetze der einzelnen Bundesländer festgelegt. Häufige Ordnungsmaßnahmen sind das Nachsitzen, die Überweisung in eine Parallelklasse desselben Typs innerhalb der Schule, die Androhung des zeitweiligen Ausschlusses vom Unterricht, der Ausschluss vom Unterricht, die Androhung des Ausschlusses aus der Schule sowie der Schulausschluss. Eine Vorstufe von Ordnungsmaßnahmen bilden Erziehungsmaßnahmen. Ordnungsmaßnahmen sind im Vergleich zu den Erziehungsmaßnahmen daher nachrangig, da sie Schülerinnen und Schüler stärker belasten.  
Im Gegensatz zu erzieherischen Einwirkungen, die vom einzelnen Lehrer zeitnah durchgeführt werden können, entscheidet über Ordnungsmaßnahmen in der Regel ein Gremium wie etwa eine von der Lehrerkonferenz berufene Teilkonferenz, je nach Bundesland unter Einbeziehung von Eltern- und Schülervertretung und nachdem der betroffene Schüler Gelegenheit zu einer Stellungnahme hatte.
Nach gängiger Rechtsprechung werden alle Ordnungsmaßnahmen, mit Ausnahme des Nachsitzens, als sogenannte Verwaltungsakte gesehen. 

### Einzelnormen in Deutschland
- § 90 Schulgesetz für Baden-Württemberg
- Art. 86 Bayerisches Gesetz über das Erziehungs- und Unterrichtswesen
- § 63 Berliner Schulgesetz
- § 64 Gesetz über die Schulen im Land Brandenburg
- § 46 Bremisches Schulgesetz
- § 49 Hamburgisches Schulgesetz
- § 82 Hessisches Schulgesetz
- § 60a Schulgesetz für das Land Mecklenburg-Vorpommern
- § 61 Niedersächsisches Schulgesetz
- § 53 Schulgesetz für das Land Nordrhein-Westfalen
- § 55 Schulgesetz Rheinland-Pfalz
- § 32 Schulordnungsgesetz Saarland
- § 39 Schulgesetz für den Freistaat Sachsen
- § 44 Schulgesetz des Landes Sachsen-Anhalt
- § 25 Schulgesetz für das Land Schleswig-Holstein
- § 51 Thüringer Schulgesetz